# Urocissa flavirostris
La gazza beccodorato o gazza beccogiallo (Urocissa flavirostris (Blyth, 1846)) è un uccello passeriforme appartenente alla famiglia Corvidae.

## Etimologia
Il nome scientifico della specie, flavirostris, deriva dal latino e significa "dal becco giallo", in riferimento alla colorazione del becco che non è rossa come nella maggior parte delle specie congenere: il nome comune altro non è che la traduzione di quello scientifico.

## Descrizione

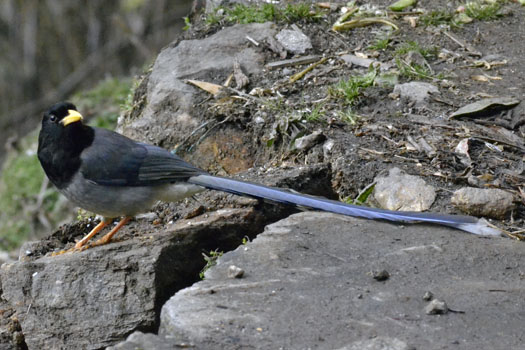
Esemplare al suolo.

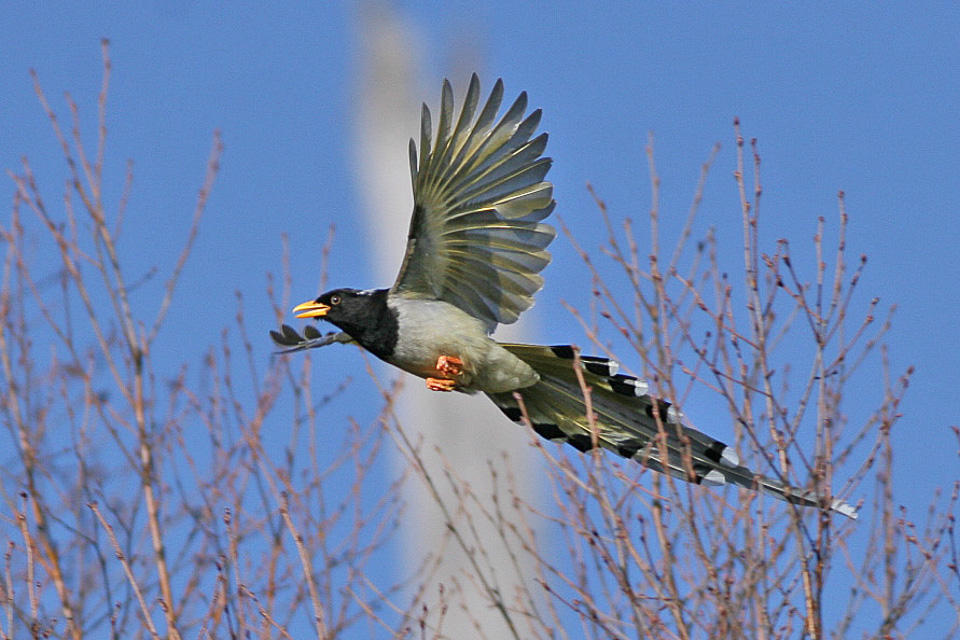
Esemplare in volo in Bhutan.

### Dimensioni
Misura 55-61 cm di lunghezza (di cui fino a 46 spettano alla lunghissima coda), per 123-180 g di peso.

### Aspetto
Si tratta di uccelli dall'aspetto slanciato, muniti di testa arrotondata con lungo e forte becco conico dall'estremità adunca, ali lunghe e digitate, lunga coda (circa una volta e mezza il corpo) e zampe forti. Nel complesso, la gazza beccogiallo ricorda molto nell'aspetto e nel portamento l'affine gazza eurasiatica, dalla quale si distingue per la colorazione del corpo e la lunga coda: la somiglianza è ancora più evidente con le maggiormente affini gazza di Taiwan e soprattutto con la gazza blu, dalle quali si distingue per la colorazione del becco.
Il piumaggio è nero su testa e collo, fino alle spalle: dorso, ali e coda sono di colore blu, più scuro sulle ultime due parti, mentre petto, ventre e sottocoda sono di colore bianco-grigiastro con sfumature azzurrine. Le remiganti e le lunghe penne centrali della coda presentano punta bianca, mentre nella superficie inferiore delle altre penne della coda (anch'esse dalla punta bianca) tale punta è contornata da un'ampia banda nerastra: anche sulla nuca è presente una macchia triangolare biancastra, col vertice rivolto verso il basso.
Il becco (come intuibile sia dal nome comune che dal nome scientifico) è di colore giallo, mentre le zampe sono di colore rosso-arancio e gli occhi sono di colore bruno scuro.

## Biologia

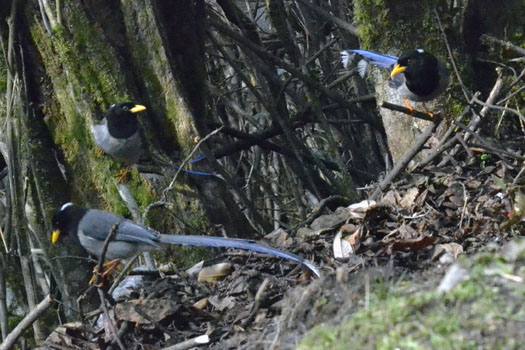
Gruppo in natura.

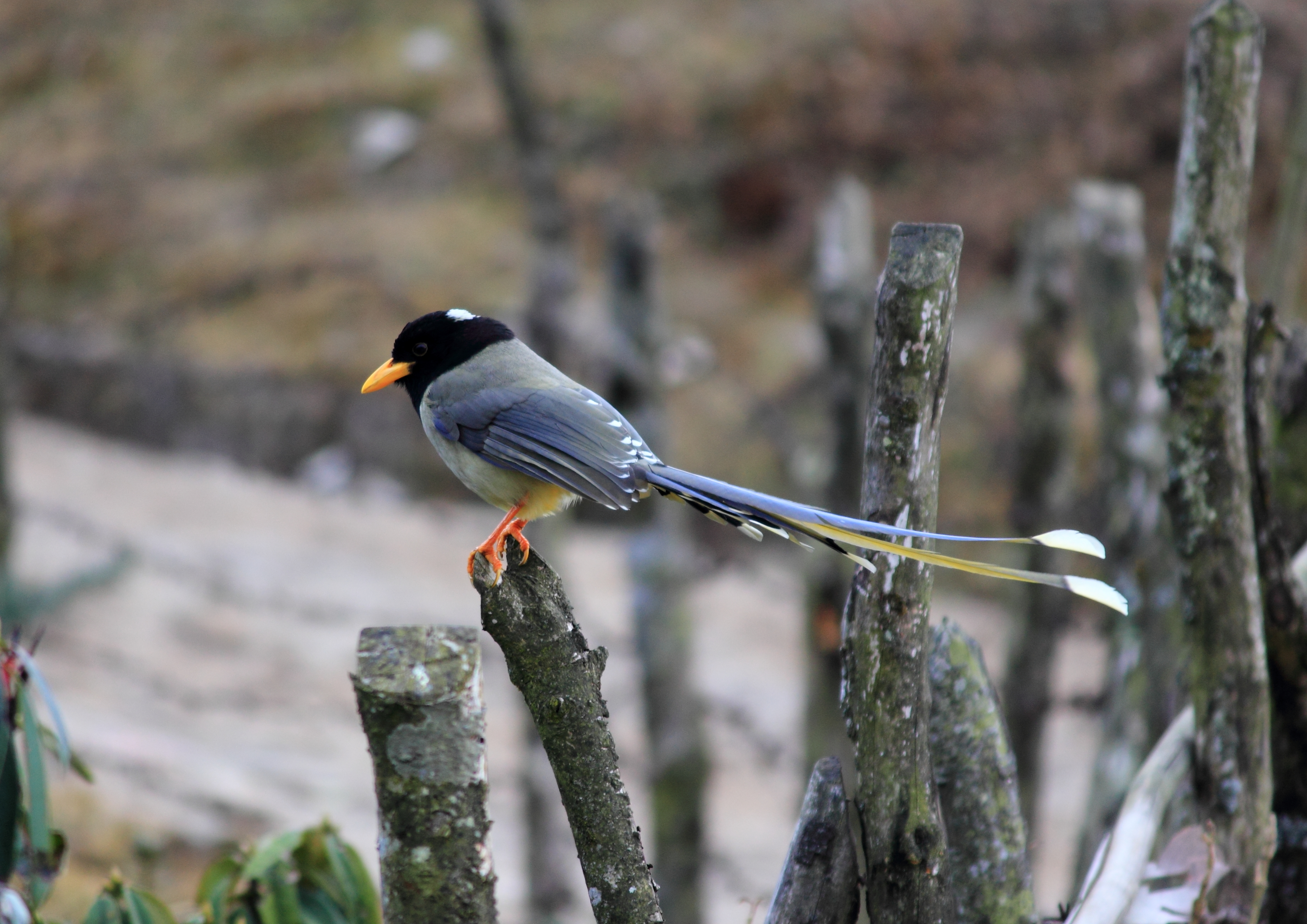
Esemplare nel Bengala Occidentale.

Si tratta di uccelli dalle abitudini di vita essenzialmente diurne, che vivono in gruppetti di 7-8 individui generalmente a base familiare, non di rado associandosi ad altre specie dalle abitudini di vita similari (come l'affine gazza blu): le gazze beccogiallo passano la maggior parte della giornata alla ricerca di cibo al suolo o fra gli alberi, facendo poi ritorno sul far della sera fra la vegetazione arborea.
La gazza beccodorato è un uccello vocale e chiassoso: questi uccelli comunicano attraverso una serie di richiami che vanno da versi aspri e gracchianti agli altri chioccolanti tipici delle gazze, passando per altri più caratteristici e di timbro fischiante.

### Alimentazione

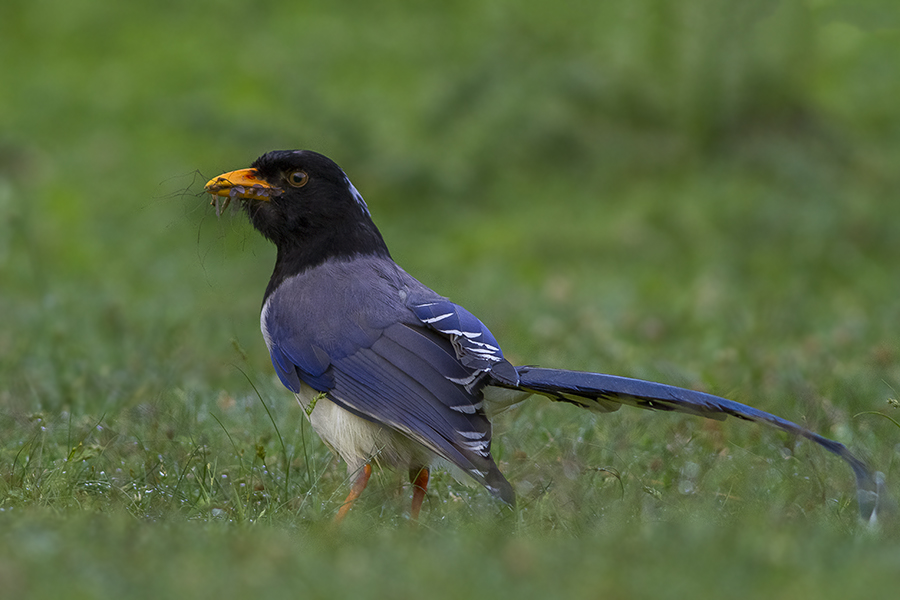
Esemplare cerca il cibo al suolo nell'Uttarakhand.

Si tratta di uccelli onnivori, nella dieta dei quali la componente carnivoro/insettivora prevale su quella erbivoro/granivora: fra gli alimenti di origine animale si riscontra una grande varietà di insetti ed altri invertebrati, larve, uova e nidiacei reperiti razziando i nidi, topolini, lucertole, gechi e piccoli serpenti, mentre fra gli alimenti di origine vegetale vi sono frutta matura, bacche e granaglie.

Le gazze beccodorato sono inoltre solite rovistare fra i rifiuti alla ricerca di qualcosa di commestibile, oltre a ricavare cibo dalle carcasse (sia piluccando la carne esposta che gli insetti e le larve sopraggiunti).

### Riproduzione
La stagione riproduttiva di questi uccelli si estende da aprile a luglio: si tratta di uccelli monogami, le cui coppie rimangono insieme per anni.
Il nido viene costruito da ambedue ai sessi ben al riparo fra il fogliame del ramo di un albero: si tratta di una struttura a coppa edificata con rametti e fibre vegetali, all'interno della quale la femmina depone 3-5 uova. Il colore di queste ultime è variabile dal giallino al bruno-ocra, più raramente azzurrino con presenza di variegature brune o rossicce, in genere più abbondanti sul polo ottuso dell'uovo.

La cova dura circa 17-18 giorni e viene portata avati dalla sola femmina, col maschio che si occupa di fare la guardia ai dintorni del nido e di reperire il cibo per sé e per la compagna intenta ad incubare le uova: i pulli, ciechi ed implumi alla schiusa, vengono accuditi e imbeccati da entrambi i genitori, e sono in grado d'involarsi attorno alla terza settimana di vita, pur non allontanandosi dal nido prima del mese e mezzo dalla schiusa.

## Distribuzione e habitat

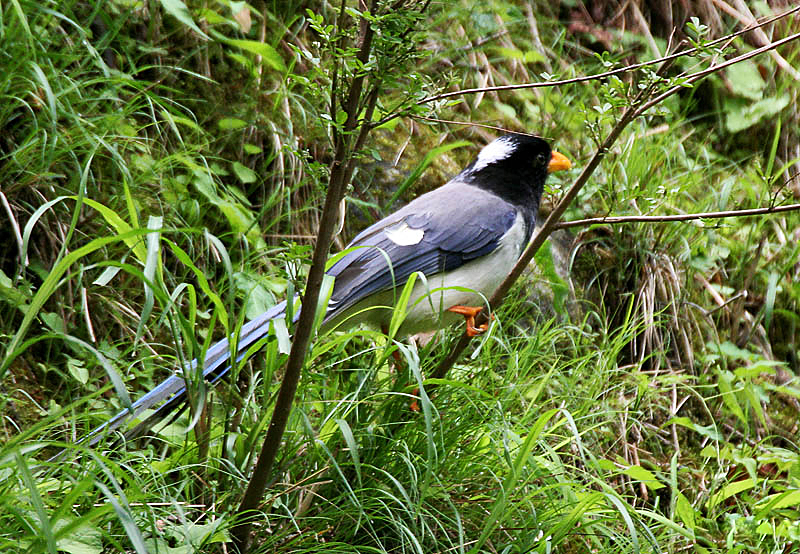
Esemplare nel distretto di Kullu.

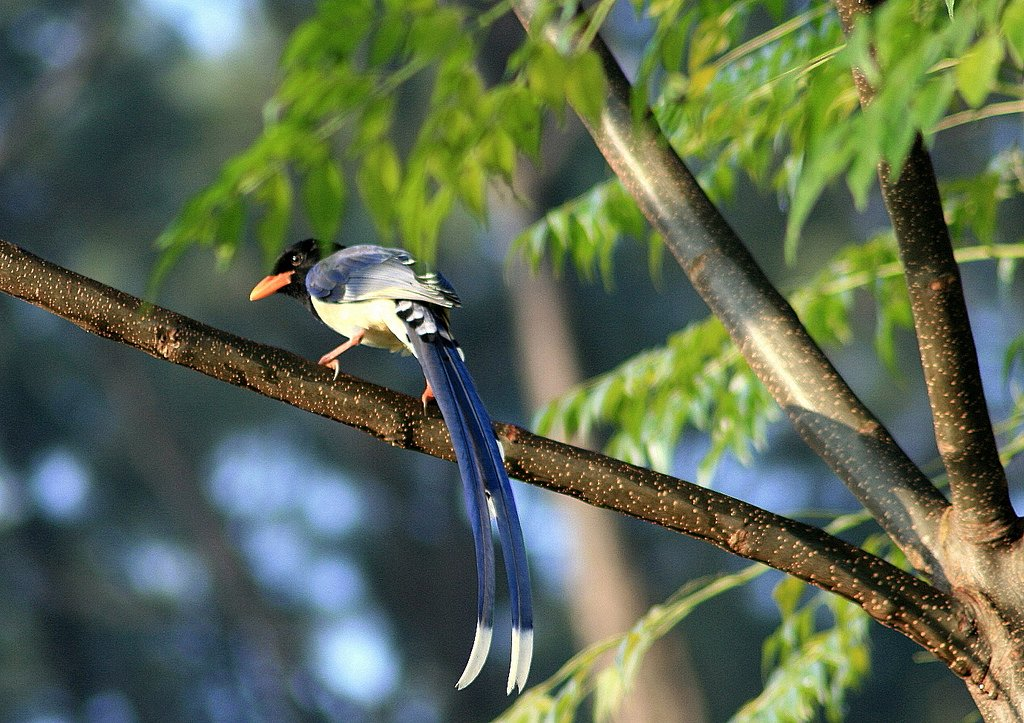
Esemplare a Dehradun.

La gazza beccogiallo occupa un areale che comprende gran parte delle pendici meridionali dell'Himalaya, da Hazara al confine fra Cina (Yunnan occidentale) e Birmania), attraverso il nord di Pakistan e India (Himachal Pradesh, Uttarakhand, Sikkim e Assam), il Kashmir, il Nepal, il Bhutan e il Tibet sud-orientale, a sud fino al Brahmaputra: due popolazioni disgiunte (corrispondenti ad altrettante sottospecie) sono inoltre presenti rispettivamente nell'area di confine fra Manipur e Birmania centro-occidentale (Chin Hills) e nel Tonchino nord-occidentale.
L'habitat di questi uccelli è rappresentato dalla foresta decidua temperata montana e submontana, a prevalenza di quercia e castagno, fra i 1500 ed i 3000 m di quota (sebbene soprattutto nella porzione orientale dell'areale sia più comune da osservare sopra i 1830 m di quota, .

Si tratta di uccelli tendenzialmente sedentari, tuttavia soprattutto nelle aree più in quota non è raro che essi tendano a scendere di quota per evitare i rigori dei mesi freddi.

## Tassonomia
Se ne riconoscono quattro sottospecie:
- Urocissa flavirostris cucullata Gould, 1861 - diffusa dal nord del Pakistan al Nepal occidentale;
- Urocissa flavirostris flavirostris (Blyth, 1846) - la sottospecie nominale, diffusa dal Nepal all'area di confine fra Birmania, Tibet e Cina;
- Urocissa flavirostris schaeferi Sick, 1939 - endemica dello stato Chin;
- Urocissa flavirostris robini Delacour & Jabouille, 1930 - endemica del Vietnam;